# Rex E. Newnham
Rex E. Newnham PhD, DO, ND (Christchurch, ? – 2008. április) a kémia, talajtan, mezőgazdasági botanika, biológia és geológia tanára.
Christchurchben, Új-Zélandon született és nőtt fel, ott és Ausztráliában szerezte kezdeti orvosi és tudományos képzését. 
Dr. Newnham táplálkozással kapcsolatos kutatásai azzal kezdődtek, hogy enyhülést keresett saját ízületi gyulladása ellen, amely betegsége lett az elsődleges kutatási területe. Ettől kezdve homeopátiát, természetgyógyászatot és oszteopátiát tanult, és táplálkozástudományból szerzett PhD fokozatot. Klinikákat működtetett Új-Zélandon, Ausztráliában és Nagy-Britanniában, és kilenc világkörüli utazáson kutatta az ízületi gyulladás epidemiológiáját és a táplálkozás általános emberi egészségre gyakorolt hatásait. 2008 áprilisában bekövetkezett haláláig Cracoe-ban élt, Skipton közelében, Yorkshire Dalesben, Angliában.